# Anthony Martial
Anthony Joran „Tony“ Martial (* 5. Dezember 1995 in Massy) ist ein französischer Fußballspieler. Der Stürmer und A-Nationalspieler steht bei AEK Athen in Griechenland unter Vertrag.

## Karriere

### Vereine

#### Karrierebeginn in Frankreich

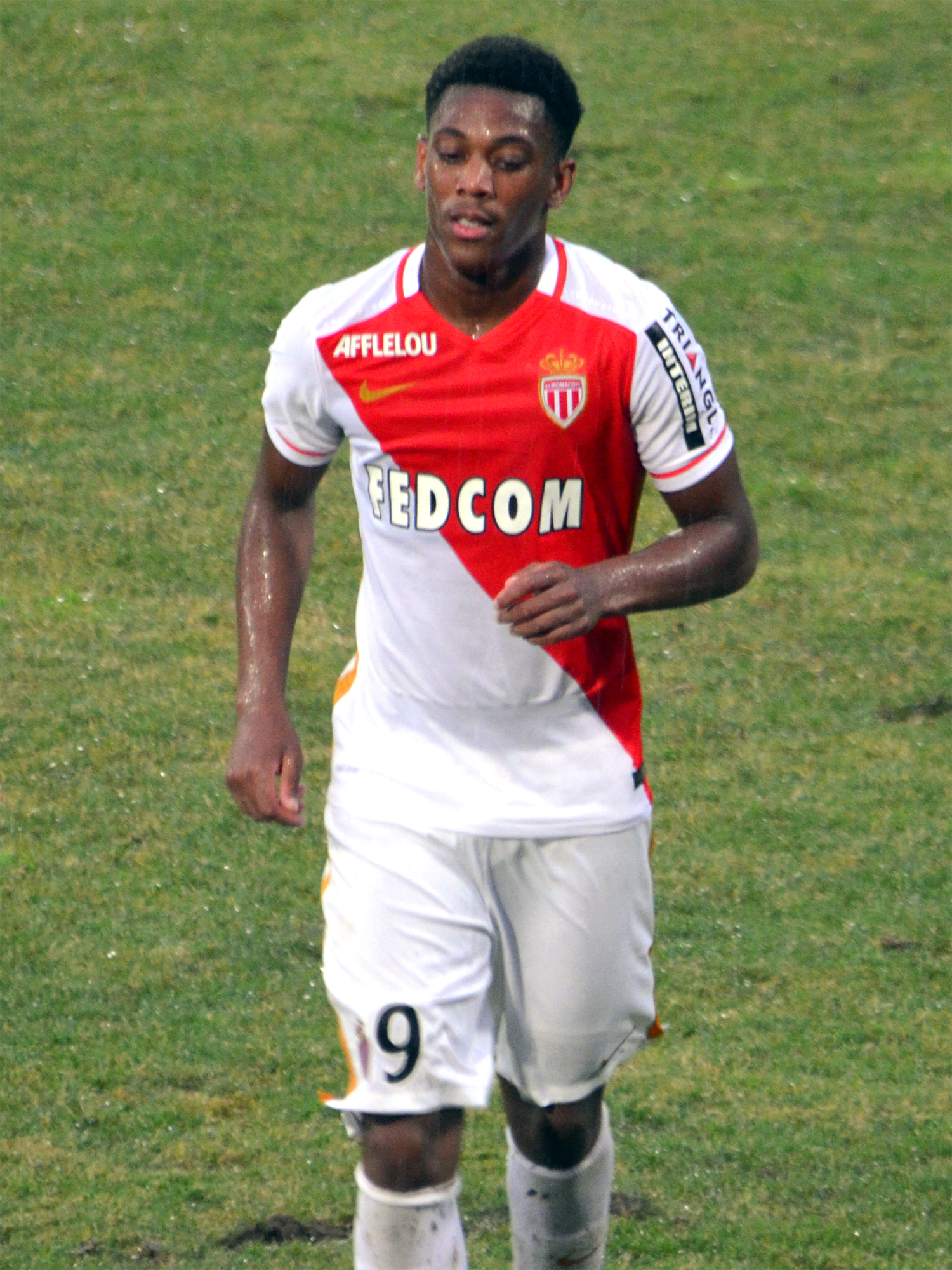
Martial im Trikot der AS Monaco (2015)

Martial begann seine Karriere im Jahr 2001 beim Club Omnisports in Les Ulis und wechselte von dort 2009 in die Jugendabteilung von Olympique Lyon. Zur Saison 2012/13 rückte er zur ersten Mannschaft auf, kam in jener Spielzeit aber primär für die B-Mannschaft in der viertklassigen CFA zum Einsatz. Sein Pflichtspieldebüt für die erste Mannschaft gab er am 6. Dezember 2012 beim 2:0-Heimsieg gegen Ironi Kiryat Shmona in der Europa League. Am 3. Februar 2013 debütierte Martial bei der 1:3-Auswärtsniederlage gegen den AC Ajaccio in der Ligue 1. Insgesamt kam er in der Saison auf zwei weitere Ligaeinsätze sowie für die zweite Mannschaft auf fünf Tore in elf Spielen.
Im Sommer 2013 verpflichtete ihn die AS Monaco, bei der er einen Vertrag bis zum 30. Juni 2016 unterschrieb. Am 30. November 2013 erzielte er beim 2:0-Sieg im Heimspiel gegen Stade Rennes sein erstes Pflichtspieltor im Profifußball. Nach einer erfolgreichen Spielzeit 2013/14, die der Verein als Vizemeister beendete, spielte Martial in der Saison 2014/15 mit den Monegassen in der Champions League. In jener Spielzeit entwickelte er sich zum Stammspieler und kam mit der Mannschaft bis ins CL-Viertelfinale, in dem sie an Juventus Turin scheiterte. In der Liga erzielte er neun Tore bei 35 Einsätzen. Am 26. Juni 2015 verlängerte Martial seinen Vertrag vorzeitig bis zum 30. Juni 2019.

#### Rekordwechsel zu Manchester United
Am 1. September 2015, dem letzten Tag der Transferperiode, wechselte Martial zum englischen Rekordmeister Manchester United in die Premier League. Er unterschrieb einen Vierjahresvertrag mit einer Laufzeit bis zum 30. Juni 2019. Mit einer Ablösesumme von rund 50 Millionen Euro war Martial der bis dahin teuerste Transfer eines Teenagers. Bei seinem Ligadebüt am 12. September 2015 gegen den FC Liverpool wurde er in der 65. Minute für Juan Mata eingewechselt und erzielte in der 87. Minute den Treffer zum 3:1-Endstand. Nachdem er bei seinen ersten drei Einsätzen drei Tore erzielt hatte, wurde er mit dem Titel als englischer Spieler des Monats September ausgezeichnet. Am 21. Oktober 2015 erzielte Martial beim 1:1 gegen ZSKA Moskau sein erstes Champions-League-Tor. Er erreichte mit der Mannschaft in der Gruppenphase den dritten Platz und spielte somit mit ihr in der K.-o.-Phase der Europa League, in der sie bis ins Achtelfinale vorstoß. Mitte Dezember 2015 wurde Martial zum Golden Boy und damit zum besten europäischen U21-Fußballspieler im Jahr 2015 gewählt. Beim 1:0-Sieg gegen den FC Everton am 3. April 2016 erzielte Martial das 1000. Premier-League-Heimtor im Old Trafford. Am Saisonende belegte er mit Manchester United den fünften Ligaplatz in der Abschlusstabelle und trug dazu mit elf Toren aus 31 Einsätzen bei. Zudem gewann er mit dem Verein nach einem 2:1-Finalsieg gegen Crystal Palace den FA Cup. In der Saison 2016/17 gewann der Verein mit Martial den FA Community Shield, den League Cup sowie die Europa League. Auch in den folgenden Spielzeiten kam der Stürmer unter wechselnden Trainern auf seine Einsätze, konnte mit der Mannschaft jedoch nicht an frühere Erfolge anknüpfen. Im Sommer 2024 wird er Manchester United verlassen.

#### Leihe nach Sevilla
Nach nur 11 Einsätzen für United in der Saison 2021/22, davon 4 in der Startelf, wurde Martial Ende Januar 2022 bis Saisonende an den FC Sevilla verliehen.

### Nationalmannschaft

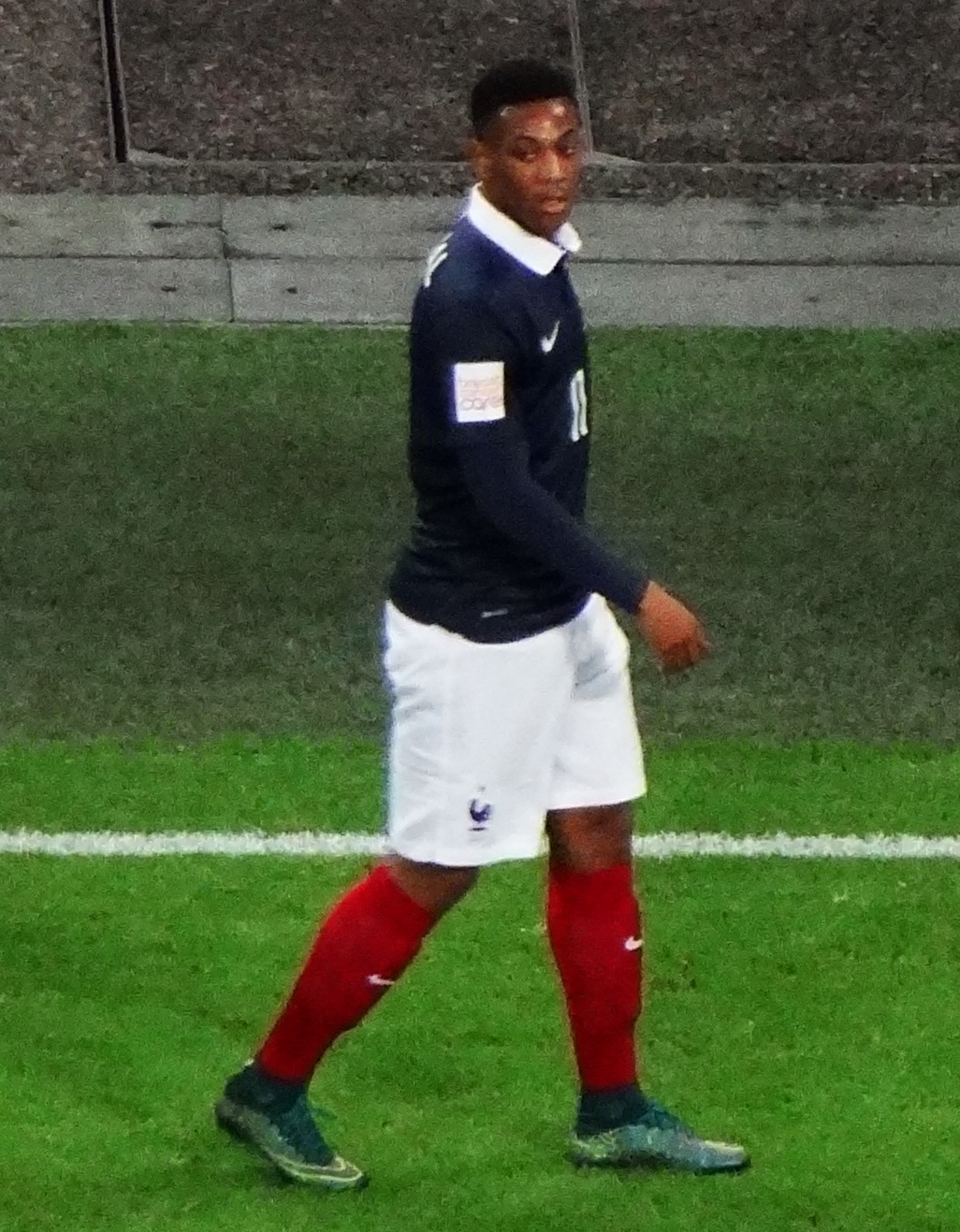
Martial im Trikot der Nationalmannschaft bei einem Freundschaftsspiel gegen England (2015)

Martial debütierte am 21. September 2010 beim 3:0-Sieg gegen Belgien für die französische U16-Auswahl. Dabei wurde er nach 62 Minuten eingewechselt und erzielte zwei Minuten später das Tor zum 1:0. Für die U17 des französischen Fußballverbands kam er am 27. September 2011 beim 0:0 gegen die Ukraine zu seinem ersten Einsatz. Im Mai 2012 nahm Martial mit der Mannschaft an der U17-Europameisterschaft in Slowenien teil, bei der das Team bereits in der Vorrunde ausschied. Für die U18-Nationalmannschaft bestritt er vier Spiele und erzielte bei seinem ersten Einsatz, einem 4:1-Sieg gegen Österreich, seinen ersten von insgesamt drei Treffern. Im Sommer 2013 nahm Martial mit der U19 an der Europameisterschaft in Litauen teil. Dabei kam er in allen fünf Spielen der Franzosen zum Einsatz und musste sich im Finale der serbischen Mannschaft mit 0:1 geschlagen geben. Am 13. August 2013 war Martial beim 0:0 gegen Deutschland erstmals für die U21-Auswahl im Einsatz. In seinem zweiten Spiel erzielte er beim 5:0-Sieg gegen Kasachstan sein erstes Tor mit dem 3:0 in der 19. Spielminute. Insgesamt kam er für die U21 auf vier Tore in zwölf Einsätzen.
Am 4. September 2015 gab Martial sein Debüt in Frankreichs A-Nationalmannschaft, als er beim 1:0-Sieg im Freundschaftsspiel in Portugal in der 74. Minute für Karim Benzema eingewechselt wurde. Mitte Mai 2016 wurde Martial von Nationaltrainer Didier Deschamps in den französischen Kader für die Europameisterschaft im eigenen Land nominiert. Beim 2:1-Sieg im Eröffnungsspiel gegen Rumänien kam Martial zu seinem ersten Pflichtspieleinsatz für Frankreich, als er beim Stand von 1:1 in der Schlussviertelstunde eingewechselt wurde. Nach einem Startelfeinsatz im zweiten Gruppenspiel gegen Albanien wurde er erst wieder im Finale eingesetzt, das mit 0:1 gegen Portugal verloren wurde.
Am 1. September 2016 erzielte Martial beim 3:1-Sieg gegen Italien sein erstes Länderspieltor.

## Titel und Auszeichnungen

### Nationalmannschaft
- UEFA-Nations-League-Sieger: 2021

### Vereine
International
- Europa-League-Sieger: 2017

England
- Englischer Pokalsieger: 2016, 2024
- Englischer Ligapokalsieger: 2017, 2023
- Englischer Supercupsieger: 2016

### Auszeichnungen
- Spieler des Monats in England: September 2015
- Golden Boy: 2015

## Familie
Martials Vorfahren stammen aus Guadeloupe. Er heiratete seine Jugendliebe Samantha und bekam mit ihr eine Tochter. Nach der Trennung kam Martial 2016 mit Melanie Da Cruz zusammen, mit der er mittlerweile verlobt ist. Im Juli 2018 wurden sie Eltern eines Sohnes. Martials älterer Bruder Johan (* 1991) ist ebenfalls Fußballspieler.